# Відповідність Каррі — Говарда
Відповідність Каррі — Говарда (ізоморфізм Каррі — Говарда, англ. Curry-Howard Isomorphism) — теорема, або точніше ряд теорем, що показують структурну еквівалентність між математичними доведеннями та програмами, або обчисленнями англ. computations. Ця еквівалентність може бути формалізована у вигляді ізоморфізму між логічними системами і типізованими лямбда-численнями.
Хаскелл Каррі і Вільям Говард помітили, що конструктивне доведення (тобто, доведення в інтуїціоністській логіці) схожа на програму, яка обчислює висновок, а саме висловлювання конструктивної логіки за своєю структурою схожі з типами виразів лямбда-числення — програм для обчислювальної машини.
Відповідність Каррі — Говарда не обмежується якоюсь однією логікою або системою типів. Наприклад, інтуїционістське числення висловлювань відповідає простому типізованому λ-численню, логіка висловлювань другого порядку — поліморфному λ-численню, числення предикатів — λ-численню з залежними типами.
У рамках ізоморфізму Каррі — Говарда наступні структурні елементи розглядаються як еквівалентні:
| Логічні системи              | Мови програмування                      |
| ---------------------------- | --------------------------------------- |
| Висловлювання                | Тип                                     |
| Доказ висловлювання Ρ        | Терм (вираз) типу Ρ                     |
| Затвердження Ρ можна довести | Тип Ρ населений                         |
| Імплікація Ρ ⇒ Q             | Функціональний тип Ρ →Q                 |
| Кон'юнкція Ρ ∧ Q             | Тип множення (пари) Ρ × Q               |
| Диз'юнкція Ρ ∨ Q             | Тип суми (розміченого об'єднання) Ρ + Q |
| Справжня формула             | Одиничний тип                           |
| Хибна формула                | Порожній тип (⊥)                        |
| Квантор загальності ∀        | Тип залежного добутку (∏-тип)           |
| Квантор існування ∃          | Тип залежною суми (∑-тип)               |

Найпростішим прикладом відповідності Каррі — Говарда може служити ізоморфізм між простим типізованим {\displaystyle \lambda }-обчисленням і фрагментом інтуїціоністської логіки висловлювань, що включає тільки імплікації. Наприклад, тип {\displaystyle (P\Rightarrow Q\Rightarrow ;R)\Rightarrow (P\Rightarrow Q)\Rightarrow P\Rightarrow R} в простому типізованому лямбда-численні відповідає вислову {\displaystyle (P\Rightarrow (Q\Rightarrow R))\Rightarrow ((P\Rightarrow Q)\Rightarrow (P\Rightarrow R))} логіки висловлювань. Для доказу цього висловлювання необхідно сконструювати терм зазначеного типу (якщо це вдається зробити, то про тип кажуть, що він населений), в даному випадку можна пред'явити потрібний терм:, {\displaystyle \lambda fgx\rightarrow fx(gx)}і це означає, що тавтологія {\displaystyle (P\Rightarrow (Q\Rightarrow R))\Rightarrow ((P\Rightarrow Q)\Rightarrow (P\Rightarrow R))} доведена.
Використання ізоморфізму Каррі — Говарда дозволило створити цілий клас функціональних мов програмування, середовище виконання яких одночасно є системою автоматичного доказу, таких як Coq, Agda і Epigram (англ.).